# Osmar Olvera
Osmar Olvera Ibarra (Ciudad de México, 5 de junio de 2004) es un clavadista mexicano, ganador de la medalla de plata en el trampolín de 3 m sincronizado y medalla de bronce en trampolín de 3 m individual en los Juegos Olímpicos de París 2024.

## Trayectoria
Inició su trayectoria deportiva en 2017 al competir en la Serie Mundial de Clavados de 2017 de la Federación Internacional de Natación celebrada en Kazán, Rusia en donde obtuvo el quinto lugar en el evento masculino de clavados sincronizados desde la plataforma de 10 metros, tres años después volvería a participar en la misma Serie Mundial celebrada en Montreal, Canadá, está vez en el evento mixto de clavados sincronizados desde el trampolín de 3 metros, obteniendo, junto a Dolores Hernández, el tercer puesto en esta ocasión.
En 2018 estuvo presente en el Campeonato Mundial Junior de clavados de la Federación Internacional de Natación celebrada en Kiev, Ucrania, obteniendo la cuarta posición de dicha competencia.
En 2019 obtuvo el sexto lugar en el evento mixto de clavados sincronizados desde el trampolín de 3 metros del Campeonato Mundial de Natación de 2019 celebrado en Gwangju, Corea del Sur. Ese mismo año ganó seis medallas de oro en la Olimpiada Nacional de su país.
En 2021 debutó en los Juegos Olímpicos al presentarse a la justa celebrada en Tokio, Japón llegando como el miembro más joven de la delegación mexicana de clavados, participó en el evento masculino de clavados individuales desde el trampolín de 3 metros llegando a semifinales en la que fue eliminado, finalizando en la 14.ª posición de ese evento.
En 2023 volvió a participar en el Campeonato Mundial de Natación, está vez en su edición celebrada en Fukuoka, Japón, obteniendo el segundo lugar en los eventos masculinos de salto desde el trampolín de 1 metro y salto desde el trampolín de 3 metros.Ese mismo año participó en los Juegos Panamericanos de Santiago 2023 obteniendo tres medallas de oro en los eventos masculinos de clavados desde el trampolín de 1 metro,clavados desde el trampolín de 3 metros y, junto a Rodrigo Diego López, en clavados sincronizados desde el trampolín de 3 metros.
En 2024 participó en el Campeonato mundial de Natación en Doha, Catar obteniendo de manera individual una medalla de oro en el evento masculino de salto desde el trampolín de 1 metro y una medalla de bronce en el evento masculino de salto desde el trampolín de 3 metros, además obtuvo el cuarto lugar junto a Rodrigo Diego López en el evento masculino de clavados sincronizados desde el trampolín de 3 metros.
Ese mismo año participó en la Copa del mundo de Clavados de 2024 en los eventos masculinos de clavados sincronizados desde el trampolín de 3 metros y de clavados desde el trampolín de 3 metros, en la primera prueba obtuvo una medalla de bronce en la primera parada en Montreal, Canadá, el noveno lugar en la segunda parada en Berlín, Alemania (en ambos casos junto a Rodrigo Diego López) y una medalla de plata en la superfinal en Xi'an República Popular China (junto a Juan Celaya), mientras que en lo que respecta a la segunda prueba obtuvo una medalla de plata en cada parada.
También en 2024 volvió a participar en los juegos olímpicos ahora en su edición de París 2024 en los eventos masculinos de clavados sincronizados desde el trampolín de 3 metros, en donde obtuvo una medalla de plata junto a Juan Celaya, y de clavados desde el trampolín de 3 metros en donde obtuvo una medalla de bronce,estos logros lo convirtieron en el sexto multimedallista mexicano en una misma edición de los juegos olímpicos y el segundo clavadista mexicano en lograrlo desde Joaquín Capilla en los Juegos Olímpicos de Melbourne 1956.
En 2025 volvió a participar en la Copa del Mundo de Clavados en los eventos masculinos de clavados desde el trampolín de 3 metros, clavados sincronizados desde el trampolín de 3 metros junto a Juan Celaya y en el equipo mixto de clavados de 3 y 10 metros, en la primer parada en Guadalajara, México consiguió el décimo lugar en la ronda preeliminar de la primera prueba, una medalla de oro en la segunda prueba y el cuarto lugar en la tercera prueba en donde estuvo acompañado por Mia Cueva, Kenny Zamudio y Gabriela Agúndez;en la segunda parada en Windsor, Canadá obtuvo décimo primer lugar en la primera prueba y dos medallas de plata en la segunda y tercera prueba estando nuevamente acompañado por Gabriela Agúndez y Mía Cueva así como por Randal Willars; por último en la superfinal en Pekín, República Popular China obtuvo el octavo lugar en la segunda prueba y una medalla de oro en la tercera prueba ahora estando acompañado de Alejandra Estudillo y Randal Willars. Más adelante ese mismo año participó en Campeonato Mundial de Natación celebrado en Singapur en donde consiguió tres medallas de plata en las categorías de equipo mixto de clavados de 3 y 10 metros (junto a Randal Willars, Alejandra Estudillo y Zyanya Parra), clavados desde el trampolín de 1 metro y clavados sincronizados desde el trampolín de 3 metros (junto a Juan Celaya); el cuarto lugar en el evento mixto de clavados sincronizados desde el trampolín de 3 metros (junto a Zyanya Parra); y una medalla de oro en clavados desde el trampolín de 3 metros, este ultimo logro lo convirtió en el primer clavadista no chino en ganar dicha competencia desde el canadiense Alexandre Despatie en el Campeonato Mundial de Natación de 2005,por otro lado sus triunfos obtenidos durante este campeonato hicieron que fuera reconocido por World Aquatics como el mejor clavadista masculino del certamen.

## Palmarés internacional
| Juegos Olímpicos                | Juegos Olímpicos    | Juegos Olímpicos  | Juegos Olímpicos                            |
| Año                             | Lugar               | Medalla           | Categoría                                   |
| ------------------------------- | ------------------- | ----------------- | ------------------------------------------- |
| 2024                            | París (Francia)     | Medalla de plata  | Trampolín 3 m. sincronizados                |
| 2024                            | París (Francia)     | Medalla de bronce | Trampolín 3 m.                              |
| Campeonato Mundial              |                     |                   |                                             |
| Año                             | Lugar               | Medalla           | Prueba                                      |
| 2023                            | Fukuoka (Japón)     | Medalla de plata  | Trampolín 1 m.                              |
| 2023                            | Fukuoka (Japón)     | Medalla de plata  | Trampolín 3 m.                              |
| 2024                            | Doha (Catar)        | Medalla de oro    | Trampolín 1 m.                              |
| 2024                            | Doha (Catar)        | Medalla de bronce | Trampolín 3 m.                              |
| 2025                            | Singapur (Singapur) | Medalla de plata  | 3 m. y 10m. equipo mixto                    |
| 2025                            | Singapur (Singapur) | Medalla de plata  | Trampolín 1 m.                              |
| 2025                            | Singapur (Singapur) | Medalla de plata  | Trampolín 3 m. sincronizados                |
| 2025                            | Singapur (Singapur) | Medalla de oro    | Trampolín 3 m.                              |
| Juegos Panamericanos            |                     |                   |                                             |
| Año                             | Lugar               | Medalla           | Categoría                                   |
| 2023                            | Santiago (Chile)    | Medalla de oro    | Trampolín 1 m.                              |
| 2023                            | Santiago (Chile)    | Medalla de oro    | Trampolín 3 m.                              |
| 2023                            | Santiago (Chile)    | Medalla de oro    | Trampolín 3 m. sincronizados                |
| Juegos Panamericanos Junior     |                     |                   |                                             |
| Año                             | Lugar               | Medalla           | Categoría                                   |
| 2021                            | Cali (Colombia)     | Medalla de oro    | Trampolín 1 m.                              |
| 2021                            | Cali (Colombia)     | Medalla de plata  | Equipo                                      |
| Serie Mundial de Clavados (en)  |                     |                   |                                             |
| Año                             | Lugar               | Medalla           | Prueba                                      |
| 2019                            | Montreal (Canadá)   | Medalla de bronce | Trampolín 3 m. sincronizados (evento mixto) |
| Copa del Mundo de Clavados (en) |                     |                   |                                             |
| Año                             | Lugar               | Medalla           | Categoría                                   |
| 2024                            | Montreal (Canadá)   | Medalla de bronce | Trampolín 3m. sincronizados                 |
| 2024                            | Montreal (Canadá)   | Medalla de plata  | Trampolín 3m.                               |
| 2024                            | Berlín (Alemania)   | Medalla de plata  | Trampolín 3m.                               |
| 2024                            | Xi'an (China)       | Medalla de plata  | Trampolín 3m. sincronizados                 |
| 2024                            | Xi'an (China)       | Medalla de plata  | Trampolín 3m.                               |
| 2025                            | Monterrey (México)  | Medalla de oro    | Trampolín 3m. sincronizados                 |
| 2025                            | Windsor (Canadá)    | Medalla de plata  | Trampolín 3m. sincronizados                 |
| 2025                            | Windsor (Canadá)    | Medalla de plata  | 3m. y 10m. equipo mixto                     |
| 2025                            | Pekín (China)       | Medalla de oro    | 3m. y 10m. equipo mixto                     |